# Mordellistena yangi
Mordellistena yangi es una especie de coleóptero de la familia Mordellidae.

## Distribución geográfica
Habita en Hebei (China).